# Andrei Kim
Andrei Kim (n. 21 august 1821, Dangjin⁠(d), Coreea de Sud – d. 16 septembrie 1846, Seul, Coreea de Sud) a fost primul preot catolic coreean, torturat și decapitat la vârsta de 25 de ani.
Papa Ioan Paul al II-lea l-a canonizat împreună cu Paul Chong Hasang⁠(en)[traduceți] și ceilalți martiri coreeni din secolul al XIX-lea.